# Transatlantycka Centrala Radiotelegraficzna

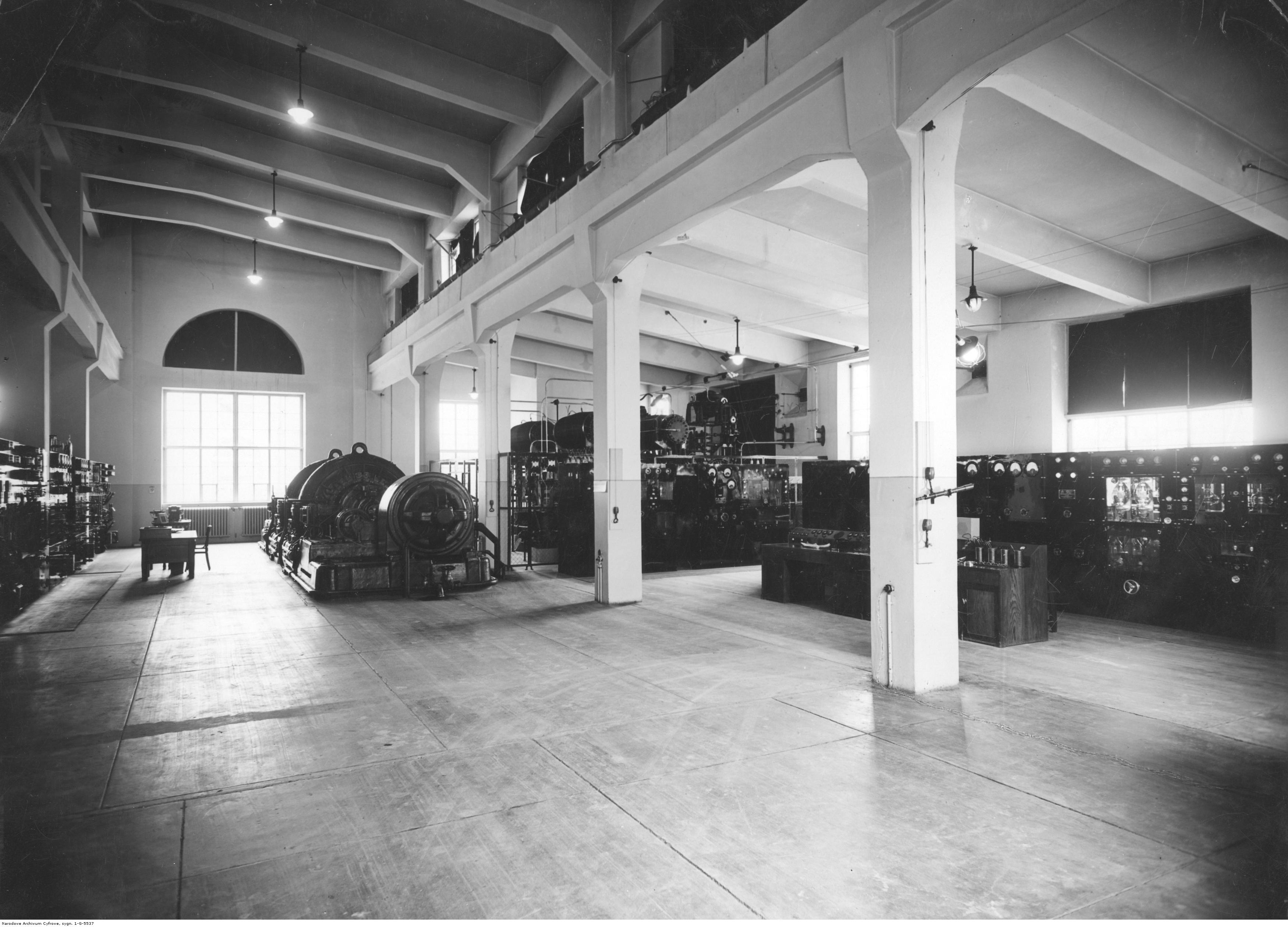
Wnętrze budynku generatorów Transatlantyckiej Centrali Radiotelegraficznej, lata 30. XX w.

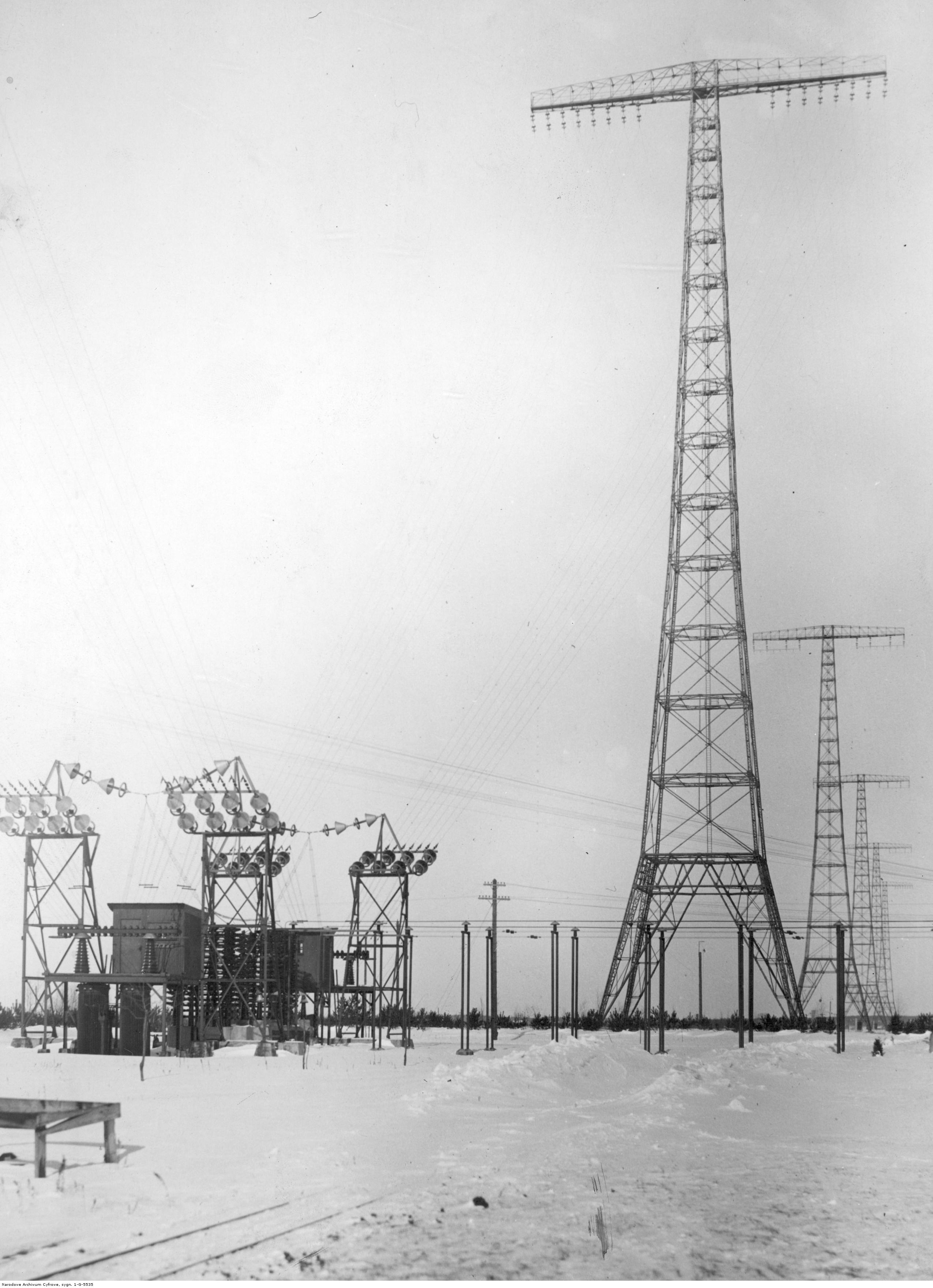
Wieże antenowe Transatlantyckiej Centrali Radiotelegraficznej, lata 30. XX w.

Transatlantycka Centrala Radiotelegraficzna (zwyczajowo Radiostacja Babice) – funkcjonująca w latach 1923−1945 radiostacja dużej mocy, składająca się z trzech zespołów urządzeń radiotelegraficznych:
- Stacji Nadawczej – instalacji w Starych Babicach i w Warszawie, współcześnie na styku gminy Stare Babice oraz warszawskich dzielnic Bemowo (obszary MSI Fort Radiowo i Las Bemowski) i Bielany (Radiowo);
- Stacji Odbiorczej – instalacji w Grodzisku Mazowieckim;
- Centralnego Biura Operacyjnego – zarządzania czynnościami nadawania i odbioru w Warszawie.

## Historia

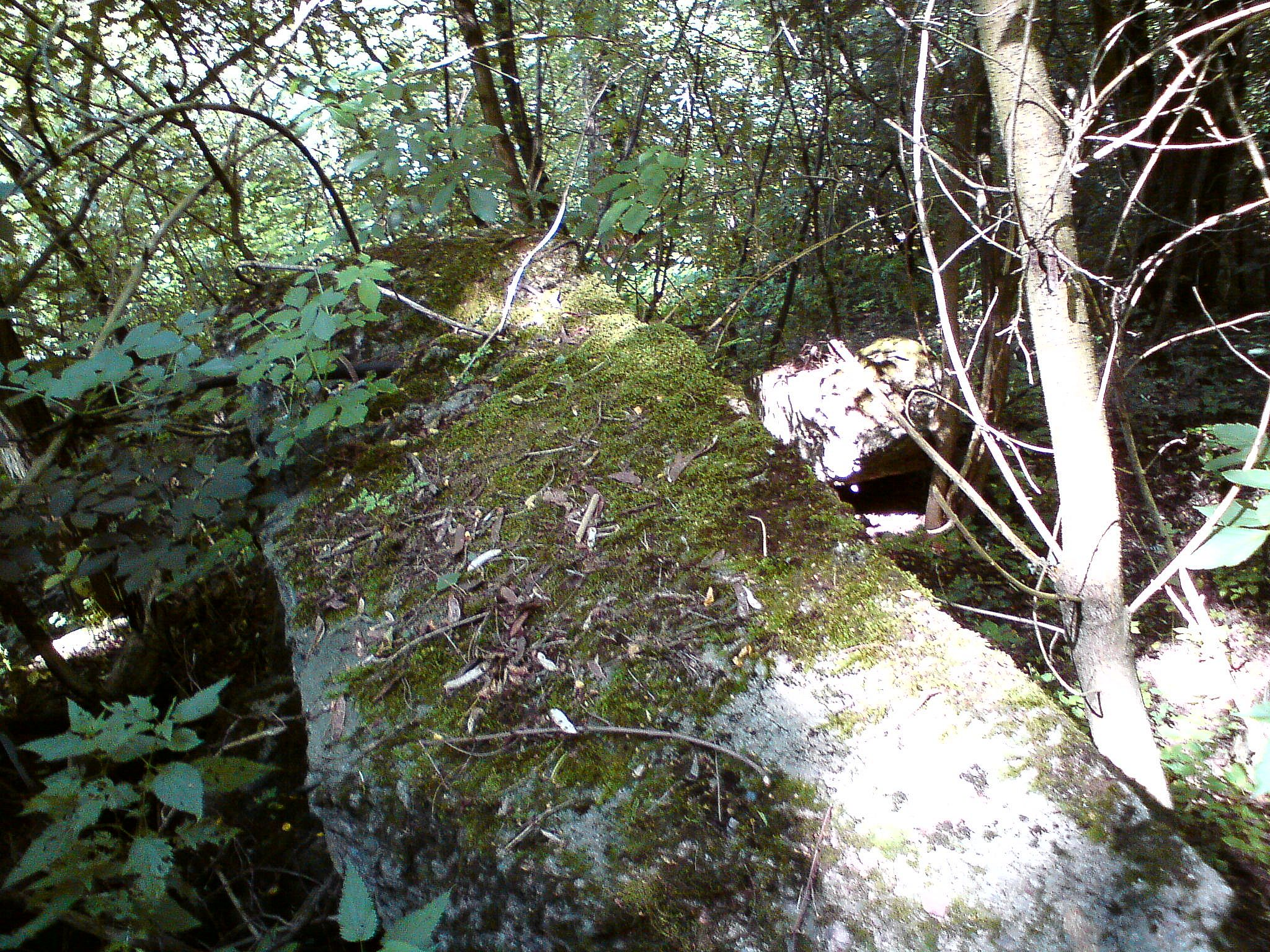
Ruiny jednego z budynków radiostacji

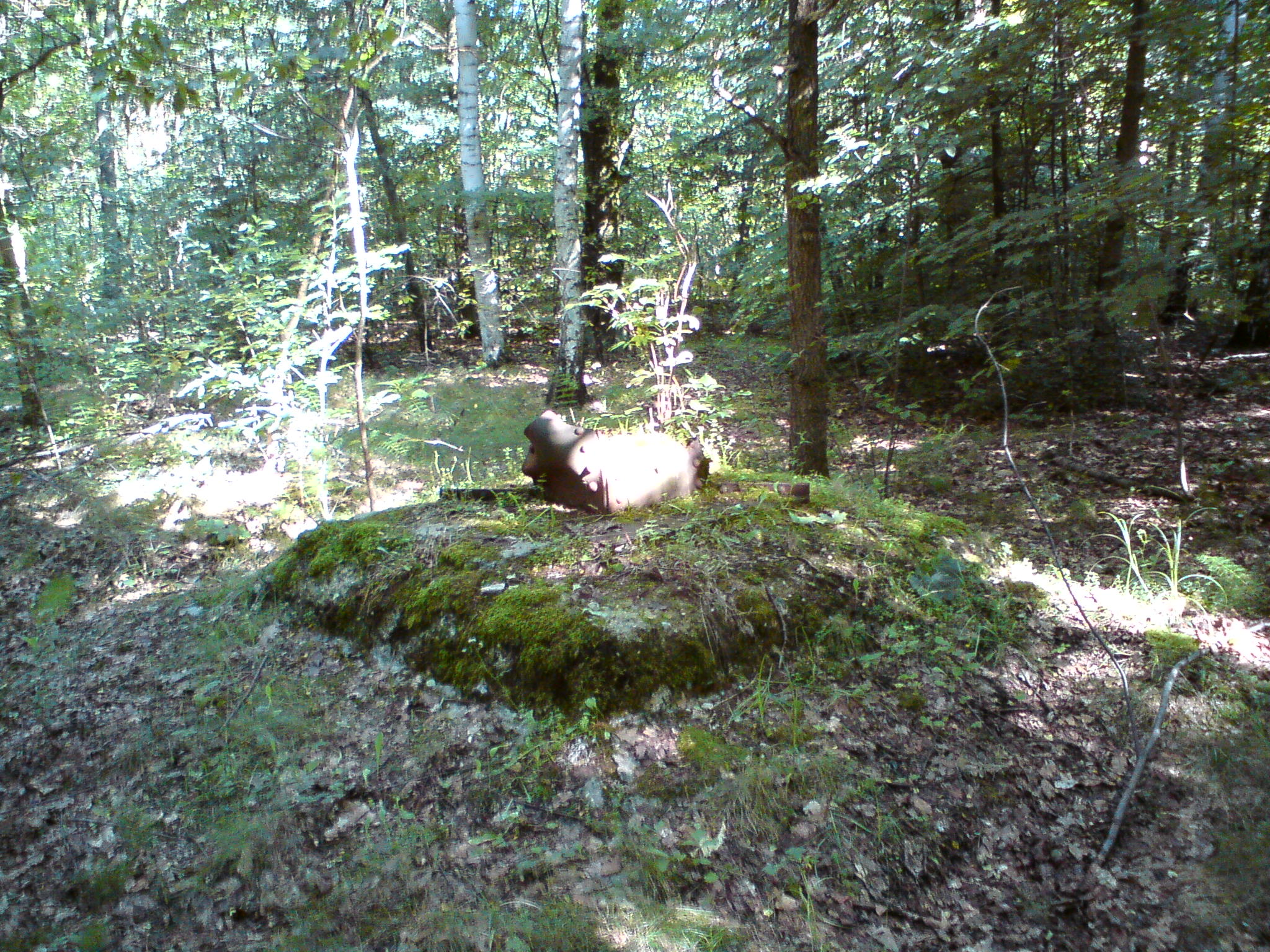
Fragment fundamentu jednej z wież

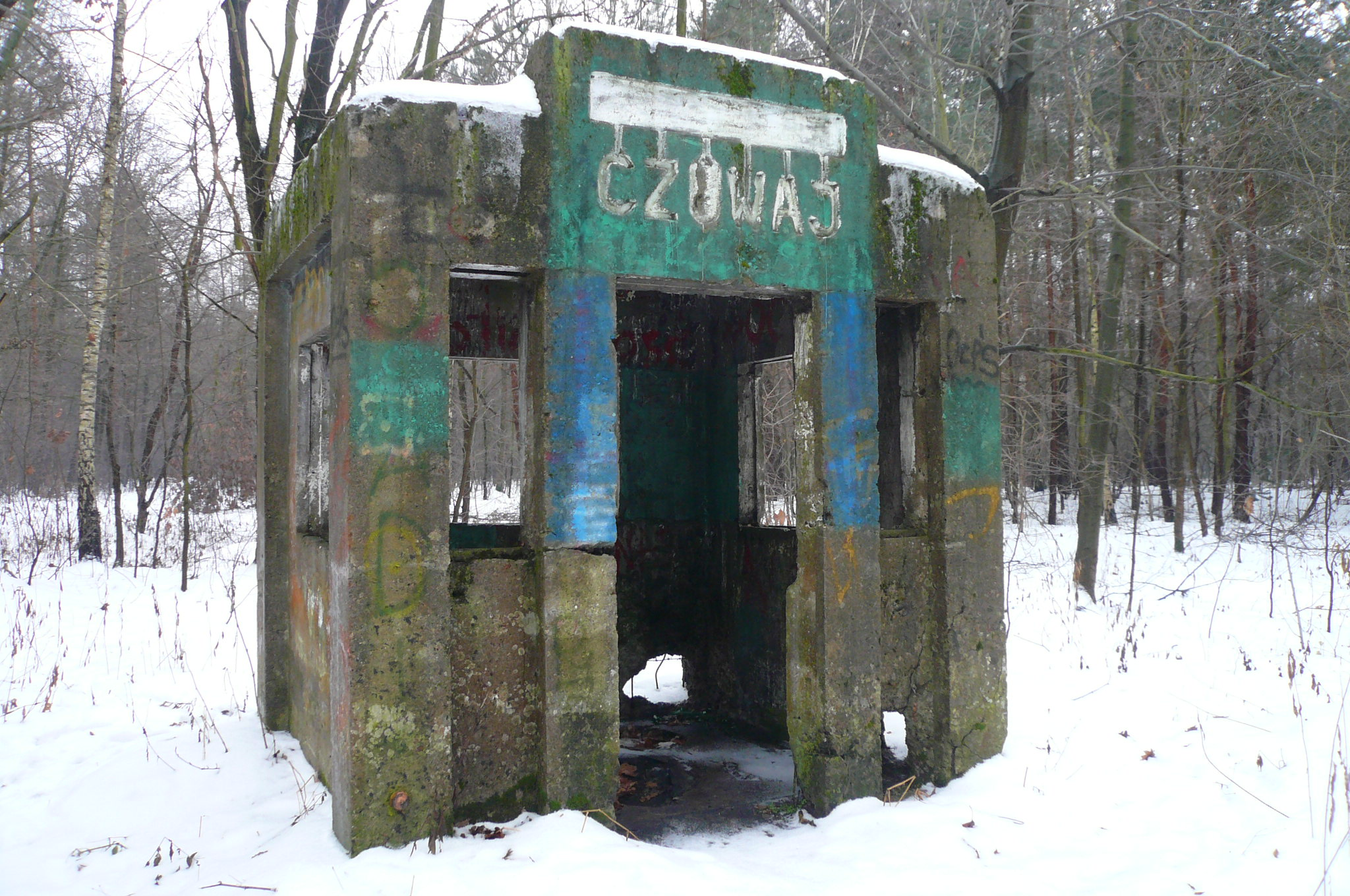
Budka strażnicza z napisem „Czuwaj”

- 1919 – pierwsze plany Ministerstwa Poczt i Telegrafów utworzenia ogólnopolskiej, państwowej sieci radiotelegraficznej z radiostacjami w: Grudziądzu, Krakowie i Poznaniu (zasięg europejski) oraz Warszawie (zasięg międzykontynentalny)
- 4 sierpnia 1921 – podpisanie umowy między Ministerstwem Poczt i Telegrafów a amerykańską spółką Radio Corporation of America (RCA). W imieniu ministra umowę podpisali: książę Kazimierz Lubomirski, Stanisław Arct, Hipolit Gliwic i Eugeniusz Stallinger. W imieniu RCA – naczelny dyrektor RCA Edward J. Nally oraz Edwin P. Shattuck, Carl H. Ganter i David Sarnoff.
- 1922 – początek budowy przez „Towarzystwo Akcyjne Fabryki Machin i Odlewów «K. Rudzki i S-ka»”: 
  - Stacji Odbiorczej w Grodzisku Mazowieckim
  - Stacji Nadawczej przy forcie „Babice”, na terenach między wsiami Stare Babice, Gać, Klaudyn i Wawrzyszew
- 1 października 1923 – uruchomienie radiostacji
- 17 listopada 1923 – uroczyste otwarcie radiostacji z udziałem Prezydenta RP Stanisława Wojciechowskiego oraz Ministra Poczt i Telegrafów Jana Moszczyńskiego
- 1926 – przejście z własnego zasilania na prąd z Elektrowni Okręgowej w Pruszkowie
- 1932 – instalacja nowych lampowych nadajników produkcji Państwowych Zakładów Tele- i Radiotechnicznych w Warszawie
- 1935 – powstanie Urzędu Radiotelegraficznego Babice (od 1936 Urzędu Radiotelegraficznego Boernerowo)
- 1938 – uruchomienie nadajników umieszczonych na dwóch wieżach antenowych w forcie Babice, z których transmitowano audycje Polskiego Radia dla Polonii
- 8 września 1939 – zawieszenie nadawania w czasie obrony Warszawy
- 16 września 1939 – obsadzenie radiostacji przez 3. Batalion 26. Pułku Piechoty, uzbrojony w trzy armaty przeciwpancerne, oraz 5. Baterię 54. Pułku Artylerii pod dowództwem mjr. Jacka Decowskiego
- 27 września 1939 – zajęcie radiostacji przez żołnierzy z niemieckiej 19. Dywizji Piechoty
- 1939−1945 – radiostacja wykorzystywana przez Niemców do utrzymywania łączności z okrętami podwodnymi Kriegsmarine
- jesień 1944 – włączenie radiostacji do pasa umocnień Warszawy; zainstalowanie na jednym z masztów opancerzonego stanowiska obserwacyjnego
- 16 stycznia 1945 – wysadzenie przez Niemców wszystkich wież antenowych w Babicach
- po 1945 – uruchomienie w Grodzisku Mazowieckim Stacji Nadawczo-Odbiorczej, działającej do 1956
- 1 grudnia 2017 – wpisanie pozostałości Transatlantyckiej Centrali Nadawczej do rejestru zabytków[1]

## Dane techniczne

### Stacja nadawcza
- Lokalizacja: gmina Stare Babice oraz dzielnice Bemowo i Bielany w Warszawie, fort „Babice” („Radiowo”), prostopadle do obecnej ul. Radiowej
- Powierzchnia terenu: pas długości 4 km i szerokości 0,5–1,2 km
- Liczba wież antenowych: 10
- Rodzaj wież: kratownicowe stalowe, nitowane
- Wysokość wież: 126,5 m
- Nadajniki: 2 x 200 kW systemu Alexandersona (USA)
- Producent: Radio Corporation of America
- Zasilanie: własna elektrownia z silnikiem Diesla, z generatorem 500 kW
- Liczba anten: 2 nadawcze typu wielo-strojonego
- Częstotliwość: 16,4 kHz i 14,29 kHz
- Znaki wywoławcze: AXL i AXO

Obok wież antenowych wzniesiono fundamenty dla cewek i budki strażnicze z napisem „Czuwaj”. Pomiędzy wieżami nr 5 i 6 ulokowano budynki stacji. Oprócz dwóch niezależnych anten zawieszonych na wieżach pod ziemią rozpięte było dodatkowe uziemienie.

### Stacja odbiorcza

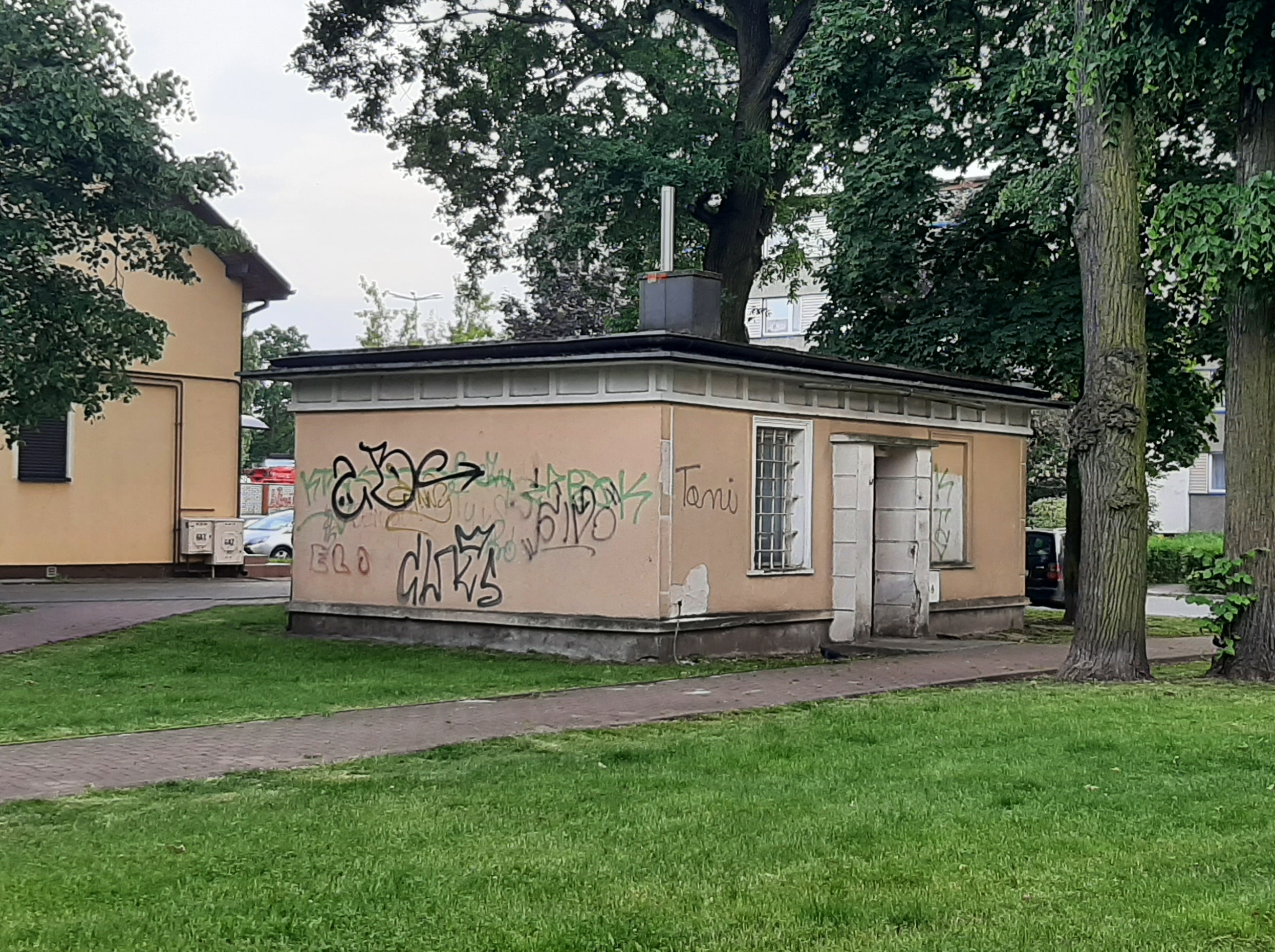
Zabudowania dawnej stacji w Grodzisku Mazowieckim

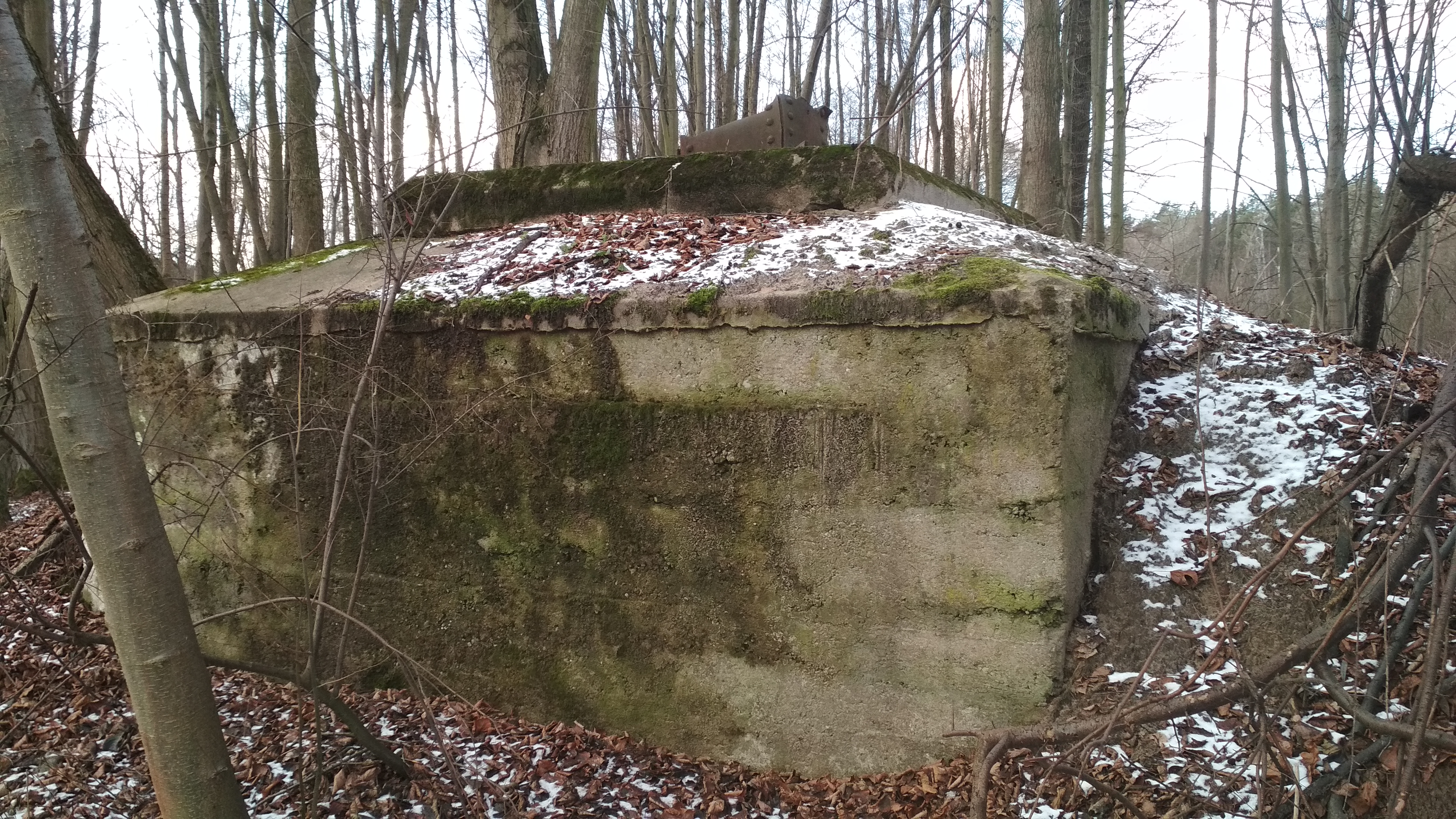
Fundament jednej z wież antenowych

- Lokalizacja: Grodzisk Mazowiecki, willa Czerwony Dwór, rejon współczesnej ul. Radiowej
- Liczba wież antenowych: 3
- Rodzaj wież: drewniane
- Zasilanie: własna elektrownia z silnikiem Diesla z generatorem
- Liczba anten: 1 odbiorcza

## Stan w XXI wieku

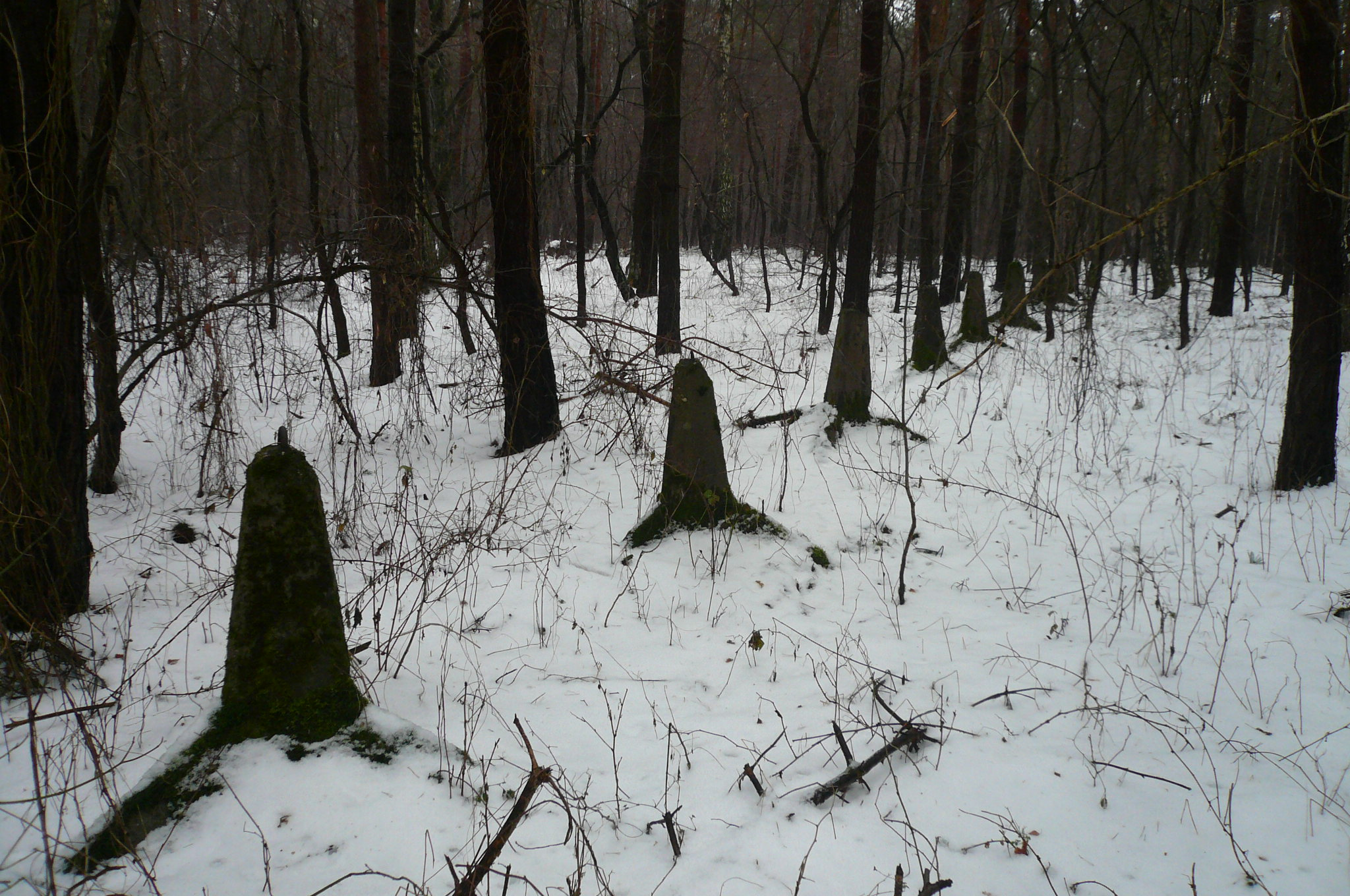
Pas zapór przeciwpancernych (tzw. jeży) z okresu II wojny światowej w Lesie Bemowskim

Budynki Stacji Nadawczej zostały zniszczone, a urządzenia techniczne pocięte na złom i wywiezione po 1945 roku. W lesie, na północny i południowy zachód od osiedla Boernerowo, znajdują się zachowane fundamenty masztów, cewek, budki strażnicze i ruiny budynków technicznych, oraz pas żelbetowych zapór przeciwpancernych (tzw. jeży) z II wojny światowej. Ocalały też bloki mieszkalne dla pracowników radiostacji, przebudowane około 2000 roku
W Grodzisku zachował się jedynie budynek portierni oraz zadrzewienie wzdłuż granicy parceli.
Stacja Nadawcza w Babicach miała swój bliźniaczy, zachowany obecnie odpowiednik – Radiostacja Varberg w Grimeton w Szwecji, w 2004 wpisana na listę Światowego Dziedzictwa UNESCO.
W dzielnicy Bielany znajduje się obszar MSI, którego nazwa nawiązuję do Radiostacji Babice – Radiowo.
W maju 2018 roku przy ulicy Radiowej w Warszawie odsłonięto trzymetrowy pomnik upamiętniający antenę Transatlantyckiej Centrali Radiotelegraficznej.
W 2023 roku wydano album Radiostacja Babice 1923-1945.
17 listopada 2023 roku na terenie gminy Stare Babice odbyła się Gala jubileuszu setnej rocznicy otwarcia Transatlantyckiej Centrali Radiotelegraficznej. Obecne były na niej osoby związane z upamiętnieniem Radiostacji Babice współcześnie (m.in. Marcin Łada, Mariusz Decowski, Jerzy Bogdan Raczek, Tomasz Miś), związane z ministerstwem łączności w Polsce (m.in. Marek Sawicki, Marek Rusin), a także Camilla Lugnet – dyrektor bliźniaczej stacji w Grimeton.